# Tonquédec
Tonquédec (tiếng Breton: Tonkedeg) là một xã của tỉnh Côtes-d’Armor, thuộc vùng Bretagne, tây bắc Pháp.

## Dân số
Người dân ở Tonquédec được gọi là Tonquédois.